# لی وای شی
لی وای شی (به انگلیسی: Lee Wai Sze) دوچرخه‌سوار زن اهل هنگ کنگ است.
از افتخارات مهم وی میتوان به کسب مدال برنز دوچرخه‌سواری کیرین در بازی‌های المپیک تابستانی ۲۰۱۲ اشاره کرد.